# Zelzate
Zelzate és un municipi belga de la província de Flandes Oriental a la regió de Flandes.

## Evolució demogràfica
- Font:NIS

## Situació
- a. Assenede
- b. Ertvelde (Evergem)
- c. Gant
- d. Sint-Kruis-Winkel (Gant)
- e. Wachtebeke

## Agermanaments
- Sierre
- Delfzijl
- Cesenatico
- Aubenas
- Schwarzenbek